# Резолюция Совета Безопасности ООН 297
Резолюция Совета Безопасности ООН 297 — резолюция, принятая 15 сентября 1971 года, которая рекомендовала Генеральной ассамблее ООН принять Катар в члены ООН.
Резолюция была принята 15 голосами из 15.
Катар получил статус независимого государства 1 сентября 1971 года. Катар официально признали большинство стран мира, в том числе и СССР (8 сентября 1971 года), был заключён новый договор с Великобританией о дружбе, в котором говорилось о сохранении «традиционных связей» между двумя странами. Поэтому не существовало никакого противодействия вступлению Катара в члены ООН.

## См.также
- Резолюция Совета Безопасности ООН 552 (1984)